# Бърт Дженш
Бърт Дженш (на английски: Bert Jansch) е шотландски фолк рок и блус музикант – китарист, автор на песни.

## Биография
Роден е в Глазгоу, Шотландия на 3 ноември 1943 г.
В средата на 1960-те години се премества в Лондон, където е сред водещите фигури във възраждането на британската фолк музика по онова време. Съосновател е на известната фолк група „Пентангъл“ през 1968 г.
С оргиналната си китарна техника Дженш оказва влияние върху много британски изпълнители, във и извън фолк музиката.
Умира в Лондон на 5 октомври 2011 г.